# Lasiurus blossevillii
Lasiurus blossevillii là một loài động vật có vú trong họ Dơi muỗi, bộ Dơi. Loài này được Lesson & Garnot mô tả năm 1826.

## Hình ảnh

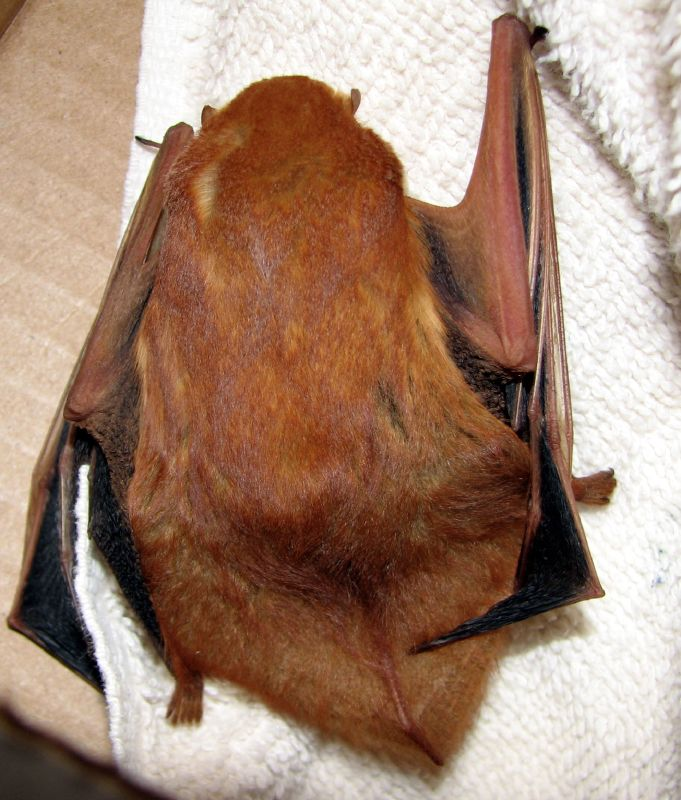